# Terrapene
Doosschildpadden of Amerikaanse doosschildpadden (Terrapene) zijn een geslacht van schildpadden uit de familie moerasschildpadden (Emydidae). De verschillende soorten staan ook wel bekend als de Amerikaanse doosschildpadden.

## Leefwijze
Alle soorten zijn omnivoor en leven zowel van dierlijk materiaal als ongewervelden maar ook plantendelen als bladeren en vruchten worden gegeten.
Alle doosschildpadden leven in de buurt van water maar komen ook wel op het land. Ter bescherming van de ledematen en kop bij gevaar kan het buikschild aan zowel de voor- als achterzijde omhoog worden geklapt dankzij een dwarsscharnier. Hierdoor hebben de doosschildpadden een betere overlevingskans op het land, zodat ze wat verder van water zijn te vinden in vochtige delen van graslanden, weiden en bossen.

## Verspreiding en habitat
Ook soorten uit het geslacht Cuora worden doosschildpadden genoemd, maar deze leven in Azië en zijn daarom beter bekend als de Aziatische doosschildpadden. Er zijn zeven verschillende soorten, die allemaal voorkomen in het oostelijke deel van de Verenigde Staten en in Mexico, de soorten T. coahuila, T. mexicana, T. nelsoni en T. yucatana komen alleen in Mexico voor. De Carolina-doosschildpad heeft het grootste verspreidingsgebied en telt drie ondersoorten.

## Taxonomie
Geslacht Terrapene

Verspreiding van de verschillende doosschildpadden.

- Soort Gewone doosschildpad (Terrapene carolina)
- Soort Terrapene coahuila
- Soort Terrapene mexicana
- Soort Terrapene nelsoni
- Soort Sierdoosschildpad (Terrapene ornata)
- Soort Terrapene triungius
- Soort Terrapene yucatana